# Garabed II (ormiański patriarcha Konstantynopola)
Garabed II (ur. ?, zm. ?) – w latach 1676–1679, 1680–1681, 1681–1684, 1686–1687 oraz 1688–1689 33. ormiański Patriarcha Konstantynopola.